# Dinopleura lineata
Dinopleura lineata är en fjärilsart som beskrevs av Turner 1941. Dinopleura lineata ingår i släktet Dinopleura och familjen mott. Inga underarter finns listade i Catalogue of Life.